# Georges Ivanovič Gurdjieff
(G.I. Gurdjieff)
Georges Ivanovič Gurdjieff (in armeno Գեորգի Գյուրջիև?, Georgi Gyowrǰiew; in russo Георгий Иванович Гурджиев?, Georgij Ivanovič Gurdžiev; in greco Γεώργιος Γεωργιάδης, traslitterato Geórgios Georgiades, romanizzato in Georges Gurdjieff, [ʒɔʁʒ ɡyʁdˈʒjɛf]; Aleksandropol, 14 gennaio 1872, 1º gennaio secondo il calendario giuliano – Neuilly-sur-Seine, 29 ottobre 1949) è stato un filosofo, scrittore, mistico, esoterista, compositore, musicista e maestro di danze armeno, di origine greco-armena.
Visse a lungo in Turchia e in Francia. Il suo insegnamento combina sufismo, scuola mistica dell'Islam (in particolare studi sulle danze sacre dei dervisci danzanti), e altre tradizioni religiose (ebraismo, cristianesimo, sikhismo, buddhismo, induismo), esoterismo e filosofia, ma non può considerarsi un sistema sincretico. Tuttavia, per alcuni studiosi, come la dottoressa Carole M. Cusack (storica delle religioni), il rapporto della Quarta Via con il sufismo è stato notevolmente esagerato, tant'è che Gurdjieff stesso definì la sua Quarta Via come una forma di "cristianesimo esoterico"
Per comprendere meglio questo discorso è necessario far riferimento al significato di "esoterismo" secondo il linguaggio oggettivo peculiare della Quarta Via. L'insegnamento fondamentale di Gurdjieff è che la vita umana è ordinariamente vissuta in uno stato di veglia apparente prossimo al sogno, come il concetto orientale di maya: «L'uomo moderno vive nel sonno; nato nel sonno, egli muore nel sonno [...] un uomo, se vuole realmente conoscere, deve innanzi tutto riflettere sulla maniera di svegliarsi»; e per trascendere lo stato di sonno ipnotico elaborò uno specifico metodo per ottenere un livello superiore di vitalità, per giungere al Ricordo di Sé, un concetto simile all'anamnesi platonica e all'illuminazione buddhista (o "risveglio").
Le sue tecniche pratiche non vengono comunicate nei libri, ma ancor oggi esse sono impartite da discepoli qualificati della sua Scuola (esistono solo diversi filmati che rappresentano alcune esecuzioni delle danze). Nei testi, infatti, emerge solamente la parte "teorica" e "filosofica" dell'insegnamento di Gurdjieff. Oltre che nei suoi libri, buona parte della dottrina è stata esposta dal suo allievo Pëtr Dem'janovič Uspenskij, nel testo Frammenti di un insegnamento sconosciuto.
Dopo aver attratto a sé un consistente numero di allievi e discepoli tra i quali vi erano persone del milieu filosofico e artistico russo, Gurdjieff fondò una scuola per lo sviluppo spirituale, chiamata Istituto per lo Sviluppo Armonico dell'Uomo. Gurdjieff fu quindi noto, oltre che come pensatore, anche come insegnante di danze sacre, i cosiddetti Movimenti, ad uso esclusivo dei suoi allievi. La Scuola, una volta trasferitasi a Parigi, prese il nome di Institut Gurdjieff, nome che tuttora mantiene e che rappresenta il nucleo centrale della Fondazione Gurdjieff. 
Negli anni, l'insegnamento di Gurdjieff ha influenzato diversi personaggi della cultura occidentale: fra questi, uno dei più importanti architetti statunitensi del XX secolo: Frank Lloyd Wright, che sposò in seconde nozze Olgivanna Hinzenberg, già allieva di Gurdjieff, la quale gli tributò un pubblico riconoscimento durante un congresso svoltosi dopo la sua morte. Suoi allievi furono anche la scrittrice Pamela Lyndon Travers, nota per avere creato il personaggio di Mary Poppins, e René Daumal, scrittore francese che entrò in contatto con le sue idee, negli ultimi anni della propria esistenza, mediante Alexandre Gustav Salzmann; inoltre la celebre poetessa e narratrice Katherine Mansfield che, affetta da tubercolosi, volle passare l'ultimo periodo della sua vita accanto al Maestro, vivendo quasi come un'eremita in una casetta che Gurdjieff le aveva offerto nella propria tenuta di Avon, nei pressi di Fontainebleau.
L'influenza gurdjieffiana è presente anche nella pedagogia, col "Modello educativo Etievan", adattato, sulla base di iniziali indicazioni del Maestro, da Nathalie de Salzmann de Etievan (figlia di Alexandre e Jeanne de Salzmann) e applicato in diversi collegi del Sudamerica (diffusi tra Venezuela, Cile e Bolivia). Dalle idee di Gurdjieff hanno tratto spunti musicisti contemporanei quali Robert Fripp, Franco Battiato, Giusto Pio, Giuni Russo e Keith Jarrett e anche vari pensatori del milieu New Age.

## Biografia

### Gli inizi
Gurdjieff nasce in una data imprecisata (egli avrebbe indicato la mezzanotte all'inizio del giorno del nuovo anno, cioè del 14 gennaio) tra il 1866 e il 1877 nella città di Alexandropol nell'Armenia russa (oggi Gyumri, Repubblica di Armenia) da padre greco (che insieme ad altre professioni era anche "ashukh", cantastorie) e madre armena. Secondo quanto detto da lui stesso, fra gli antenati della famiglia paterna vi erano greci dell'Impero bizantino, fuggiti da Costantinopoli nel 1453 alla caduta della città per mano dei turchi ottomani, rifugiandosi nel Caucaso.
Alcuni autori (come James Moore) optano per il 1866 come data di nascita. Sia l'amica Olga de Hartmann che la segretaria Louise Goepfert March, credevano che fosse nato nel 1872. Un passaporto indicava il 28 novembre 1877, ma non coincide con quello da lui sostenuto. Sulla pietra tombale è comunque incisa la data del 1872, registrata all'anagrafe.
Dopo che la famiglia si trasferisce nella città turca di Kars, Gurdjieff riceve un'educazione religiosa dal suo tutore, il decano Borsh, con cui studia medicina e ingegneria, e prende in considerazione il sacerdozio nella chiesa ortodossa.
Dall'estate del 1885 comincia un lungo percorso in diverse tradizioni spirituali, in particolare quella sufi. Il suo viaggio di ricerca iniziò a Costantinopoli al fine di studiare i dervisci Mevlevi e Bektaşi.
Tra il 1887 e il 1907 forma un gruppo chiamato "Cercatori della verità", compie numerosi viaggi in Medio Oriente, in India, che lo portano dall'Asia Centrale fino al Tibet (dove assiste al massacro dei tibetani da parte dei britannici a Guru e alla successiva conquista di Lhasa, durante l'occupazione inglese dello Stato del Tibet). Il motivo (o la suggestione) che lo spinge a continuare il suo pellegrinaggio per vent'anni è la ricerca di una misteriosa "Confraternita di Sarmoung", ipoteticamente sviluppatasi nel 2500 a.C. in Babilonia, di cui aveva trovato un riferimento nel 1886. Egli conduce anche ricerche di antichi documenti egizi.
Gurdjieff racconta (in modo romanzato e metaforico) questo periodo della sua vita nel romanzo autobiografico Incontri con uomini straordinari da cui, nel 1978, il regista Peter Brook ricaverà l'omonimo film.
Nel 1907, a Tashkent, capitale dell'odierno Uzbekistan, inizia a insegnare "Scienze Soprannaturali". Nel 1912 forma un primo gruppo a Mosca, e nel 1913 un altro a San Pietroburgo.
Secondo un suo racconto, in questo periodo si sostentò anche con lavori bizzarri e talvolta truffaldini, tra cui il venditore di uccelli, in cui spacciava per preziosi canarini uccelli di valore inferiore.
Nel 1915, Gurdjieff accetta Pëtr Dem'janovič Uspenskij (autore del Tertium Organum, un trattato sulla natura dell'universo) come allievo a Mosca. Uspenskij, uomo di cultura e scrittore, fu il tramite per il pensiero di Gurdjieff in Occidente e avrebbe in seguito testimoniato nel libro Frammenti di un insegnamento sconosciuto (tradotto in Italiano da Henri Thomasson) l'esperienza dell'insegnamento di Gurdjieff.

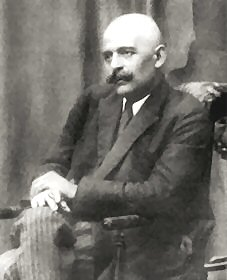
Gurdjieff nel 1922

Nel 1916 e 1917 entrano nel gruppo anche il compositore e pianista Thomas de Hartmann e sua moglie Olga Arkadievna de Hartmann. A de Hartmann Gurdjieff detterà varie composizioni per pianoforte che vennero pubblicate a nome di entrambi. Durante il periodo della prima guerra mondiale e del genocidio armeno restò lontano dalla Turchia.
Dopo la rivoluzione russa Gurdjieff si rifugia a Essentuki vicino al Mar Nero, dove inizia a sperimentare con alcuni allievi il suo "Laboratorio di Consapevolezza", spostandosi poi in altre località fra cui Tiflis (oggi Tbilisi), in Georgia. Qui nel 1919 Gurdjieff incontra l'artista Alexandre Gustav Salzmann e la moglie Jeanne Matignon de Salzmann, che aveva studiato danza sotto la guida di Émile Jacques-Dalcroze.
In collaborazione con Jeanne, Gurdjieff elabora i suoi “movimenti”, o danze sacre, che presenta per la prima volta a Tiflis nel giugno 1919. Nello stesso anno costituisce l'Istituto per lo Sviluppo Armonico dell'Uomo. Volle da qui in poi costruire e diffondere un insegnamento a metà tra oriente e occidente, alternativo all'esoterismo maggioritario del tempo, di stampo teosofico (Madame Blavatsky, Alice Bailey, Charles Webster Leadbeater, Annie Besant) e antroposofico (Rudolf Steiner).
Nel 1920 Gurdjieff e l'Istituto, per sfuggire alla guerra civile, si trasferiscono a Costantinopoli (oggi Istanbul).

### L'arrivo nell'Europa occidentale
Il 24 novembre 1921 Gurdjieff tiene a Berlino la sua prima conferenza europea. Nel frattempo Uspenskij in Inghilterra aveva divulgato il lavoro di Gurdjieff raccogliendo attorno a sé molti allievi. Gurdjieff acquistò la tenuta di le Prieuré des Basses Loges a Fontainbleu-Avon, alle porte di Parigi, dove si stabilisce nel 1922. Al Prieuré fonda una grande "Casa di Studi" in cui vissero e lavorarono accanto a lui artisti, scrittori, pittori, matematici, filosofi, architetti, musicisti, e ogni genere di individui, impegnati in una seria e profonda ricerca interiore. Qui organizzò una vera e propria comunità indipendente con pascoli, coltivazioni, diverse attività lavorative orientate ad un "Intenso lavoro su di Sé". I "Movimenti" o "Danze Sacre" erano il coronamento del suo insegnamento.

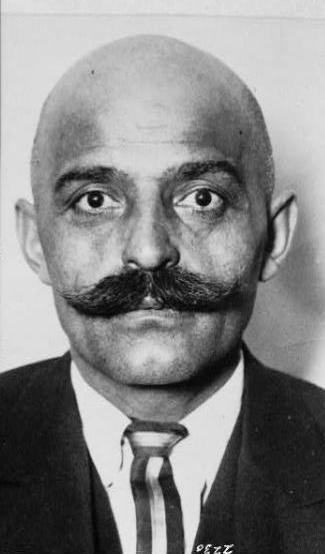
Gurdjieff nel periodo tra il 1925 e il 1935

Le serate di "Musica e Movimenti" organizzate da Gurdjieff riscuotono interesse tra numerosi intellettuali, anche oltre i confini europei, tanto da organizzare nel 1924, e negli anni successivi, diverse tournée negli Stati Uniti.
Nel 1924 fondò dei gruppi negli Stati Uniti diretti da Alfred Richard Orage. Iniziò a scrivere una serie di opere con lo scopo di trasmettere i fondamenti del suo insegnamento per le generazioni a venire.
Sempre nel 1924 ebbe un gravissimo incidente automobilistico che quasi lo uccise, e al quale fece seguito una lunga e dolorosa convalescenza, assistito dalla moglie, la contessa polacca Jula Ostrowska, e dalla madre (morta di cancro nel 1926). Questo cambiò anche l'orientamento del suo lavoro.
Gurdjieff deve lasciare il Prieuré nel 1932, e lo perde definitivamente a causa di difficoltà economiche nel 1933. 
Negli anni 1936-1937 anima il gruppo "La Corda" (The Rope), costituito da scrittrici americane lesbiche, fra cui Margaret Anderson e Jane Heap, che erano state le fondatrici della Little Review a New York.

### Ultimi anni
Allo scoppio della seconda guerra mondiale, Gurdjieff abita in un piccolo appartamento in Rue des Colonels-Renard al numero 6, e si rifiuta di abbandonare Parigi quando le truppe tedesche la occupano. Pare che sia riuscito a intessere rapporti anche con gli occupanti nazisti.
Gurdjieff continua tuttavia a insegnare le sue idee e le sue tecniche nella Parigi occupata e nei frequenti viaggi negli Stati Uniti. 
Dopo la fine della guerra, dal 1945 l'opera di Gurdjieff è volta a riunire tutti i propri allievi sparsi per il mondo (Parigi, Londra, New York), dando vita a un intenso periodo di lavoro nell'appartamento parigino di Rue des Colonels-Renard.

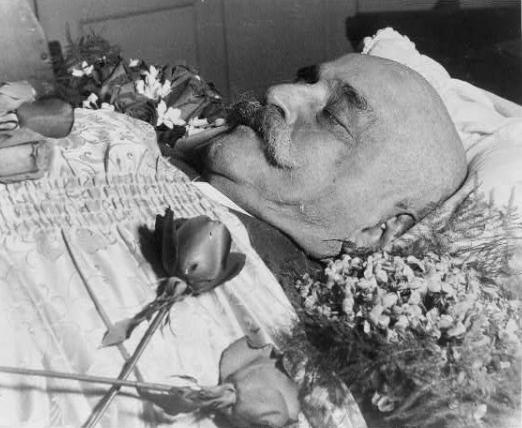
Gurdjieff sul letto di morte

Nel 1948 le sue condizioni di salute si aggravano. Muore per tumore al fegato il 29 ottobre 1949 all'Ospedale Americano di Neuilly, dopo avere trasmesso le sue ultime istruzioni a Jeanne de Salzmann. 
Seguendo le istruzioni del Maestro, è lei che, a partire dal 1950, organizza i tanti gruppi di allievi nella Scuola diffusa in tutto il mondo e nota ancora oggi sotto il nome Gurdjieff Foundation, i cui centri principali sono Parigi ("Institut Gurdjieff"), New York ("Gurdjieff Foundation"), Londra ("The Gurdjieff Society") e Caracas ("Fundaciòn Gurdjieff Caracas"). La Fondazione è presente anche in Italia con il nome di "Associazione o Centro Italiano Studi sull'Uomo G.I. Gurdjieff" nelle sedi di Milano, Torino, Roma, Palermo, Cagliari. 
Dopo Jeanne de Salzmann, sarà suo figlio Michel de Salzmann (assieme alla sorella Nathalie de Salzmann de Etievan) ad occuparsi a livello internazionale della Scuola, fino alla sua morte avvenuta nel 2001. Gurdjieff non ebbe figli dalla moglie, ma alcuni biografi gliene attribuiscono sei da diverse donne, tra cui lo stesso Michel de Salzmann.
L'organizzazione denominata The Gurdjieff Foundation è dunque l'espressione delle Scuole di Parigi, New York, Londra e Caracas, che vennero create seguendo le dirette istruzioni di Georges Ivanovitch Gurdjieff. Scopo dell'Associazione Internazionale delle Fondazioni Gurdjieff, definita a volte semplicemente come "la Scuola di Gurdjieff", è di preservare l'essenza, la specificità e l'integrità dell'insegnamento del maestro.

### Influenza postuma
Sono numerosi gli allievi anziani di Gurdjieff ad aver continuato il proprio lavoro all'interno della Fondazione dopo la sua morte. Fra questi, si ricordano Olga Arkadievna de Hartmann, Henri Tracol, Henriette Lannes, William Segal, John Pentland, Michel De Salzmann, William Welch, Louise Welch e molti altri. 
In Italia, l'organizzazione è stata costituita a partire dai primi anni settanta da Henri Thomasson. 
Le teorie di Gurdjieff furono trattate anche dal famoso mistico e guru indiano Osho Rajneesh - che non ha mai avuto contatti diretti né con lui, né con il suo insegnamento - (riprese in particolare l'uso del corpo e del movimento, la necessità di creare meditazioni adatte all'uomo moderno e occidentale e alcuni comportamenti appositamente provocatori), che tuttavia giudicò il sistema del filosofo armeno "incompleto", seppure avesse comunque una forte ammirazione per Gurdjieff.

## Pensiero
Gurdjieff affermò che l'uomo non nasce con un'anima, ma che la deve creare durante l'arco della sua vita, altrimenti «morirà come un cane», ossia senz'anima, restando simile a una macchina. Per "anima" egli si riferiva alla coscienza superiore o sé (anima razionale), distinta dalla coscienza ordinaria degli esseri umani e degli altri viventi, definita come una forma di sonno, sostenendo che gli stati di coscienza superiori sono accessibili attraverso un "risveglio".
Le possibilità dell’uomo sono immense. Non potete neppure farvi un’idea di ciò che un uomo è capace di raggiungere. Ma nel sonno nulla può essere raggiunto. Nella coscienza di un uomo addormentato, le sue illusioni, i suoi "sogni", si mescolano alla realtà. L'uomo vive in un mondo soggettivo al quale gli è impossibile sfuggire. Ecco perché non può mai fare uso di tutti i poteri che possiede e vive sempre soltanto in una piccola parte di sé stesso.»
(G.I. Gurdjieff, citato in Frammenti di un insegnamento sconosciuto di P.D. Ouspensky)

### La "Quarta Via"
Gurdjieff propose una sua personale classificazione delle tradizioni spirituali esistenti:
- La prima via, la "Via del Fachiro" (di derivazione sufi e indù), basata principalmente su un lavoro sul corpo.
- La seconda, la "Via del Monaco" (di derivazione cristiana), basata principalmente su un lavoro sul sentimento.
- La terza, la "Via dello Yogi" (di derivazione indù, buddhista e sikh), basata principalmente su un lavoro sulla mente.

Secondo Gurdjieff, le "vie" tradizionali per lo sviluppo interiore dell'uomo risultano inadatte alla vita dell'uomo occidentale, in quanto richiedono l'abbandono della vita ordinaria per dedicarsi interamente ad esse.

Enneagramma di Gurdjieff

La Quarta Via (termine introdotto da Ouspensky, in quanto Gurdjieff usava solo l'espressione "lavoro su di sé"), la "via dell'uomo astuto", pone l'accento sull'armonizzazione dell'uomo in tutte le sue parti costituenti, permettendogli di poter continuare la propria vita quotidiana normalmente. La sua particolarità consiste nell'essere attiva nella vita di tutti i giorni, perché propone l'apprendimento di un sapere antichissimo, tramandato esclusivamente oralmente e per pratica diretta, con il quale l'uomo addormentato può risvegliarsi dal suo torpore profondo, iniziare a conoscere se stesso, ed "aprirsi" a quelle zone luminose interiori, inesplorate e sacre, attraverso il primo raggiungimento di una nuova qualità di Essere. Essa comprende ricerca di consapevolezza, meditazione, rilassamento del corpo, lavoro conscio, raccogliere i frutti di sforzi intenzionali, danze e pratiche di sofferenza volontaria (un ascetismo non estremo come nel fachirismo ma riguardante il superfluo). Gurdjieff sottolineò che il risveglio è il risultato di consistenti e prolungati sforzi. Questi sforzi sarebbero da compiere nel momento in cui una persona è già esausta e sente di non poter andare oltre, ma ciononostante spinge sé stessa al limite con la forza mentale. Hanno lo scopo di produrre una forza interiore, e incrementare la volontà della persona.
Una teoria importante è quella che lega la musica alle vibrazioni dell'universo e dell'individuo, come nella legge del sette o dell'ottava (in analogia all'intervallo di ottava): affinché la persona possa crescere deve creare dei cambiamenti di rotta che Gurdjieff chiama "shock addizionali", in questo modo quando le vibrazioni si rallentano, la "linea" (il sentiero da seguire) può essere "raddrizzata".
L'uomo è costruito in conformità a questa legge. Esso è uno strumento per lo sviluppo di questa legge. Io mangio, ma la natura mi ha creato per un determinato fine. Io devo evolvere. Non mangio per me, ma per qualche disegno che va al di là di me. Mangio perché il mio cibo non può evolvere da solo, senza il mio aiuto. Mangio del pane e assorbo dell'aria e delle impressioni, che penetrano in me dall’esterno e agiscono in conformità alla legge. La legge è quella dell'Ottava. (...) Il nostro scopo è quello di favorire il completamento dell'ottava. Per la vita animale ordinaria, si è il punto più alto, e rappresenta la sostanza con cui può essere costruito un nuovo corpo.»
(G.I. Gurdjieff, Vedute sul mondo reale, Neri Pozza, 2000, pp. 186-187)
Tecniche per ottenere uno shock addizionale sono ad esempio l'auto-osservazione  e la divisione dell'attenzione: Gurdjieff incoraggiava i suoi studenti a coltivare l'abilità di dividere la loro attenzione, ossia rimanere completamente su un oggetto esterno o un pensiero interno mentre si è consapevoli di se stessi, dividendo l'osservazione tra l'oggetto e sé.
Secondo Ouspensky la Quarta Via è peculiare perché all'allievo non sarebbe richiesta una fede ma di  comprendere personalmente.
Gurdjieff paragona inoltre l'essere umano a una carrozza con un padrone, un cocchiere, un cavallo e una vettura. Il padrone non c'è, la mente è il cocchiere, il sentimento è il cavallo, il corpo la vettura. 
L'obiettivo finale è ottenere un risveglio duraturo. Gurdijeff si riferisce allo strumento dell'attenzione come mezzo per accedere a nuove percezioni ed al ricordo di sé.
Insegnò anche attraverso lo strumento delle "danze sacre" o "movimenti" di gruppo, accompagnati da musiche composte in collaborazione con il musicista Thomas de Hartmann, musiche che Gurdjieff compose ispirandosi a ciò che aveva sentito e assimilato durante i suoi viaggi.
Il ricordo di sé oltre la divisione dell'attenzione, uno stato che è permanente in una persona "conscia", volatile e temporanea per la maggior parte delle persone. In questo stato una persona vede quello che accade senza perdere il punto di vista su sé stesso. Ordinariamente, quando ci concentriamo su qualcosa, le persone perdono il loro senso di "Io", così come possono reagire passivamente agli stimoli su cui sono concentrati. Nel ricordo di sé l'Io non è perso. Gurdjieff espone inoltre una legge di retribuzione simile al karma: 

### Il lavoro di gruppo
Pëtr Dem'janovič Uspenskij descriveva così il lavoro in gruppo:
Le danze sono divise in primi movimenti (1917-1924), presentate nelle dimostrazioni pubbliche a Parigi (1923) ed in alcune città americane (1924) e la serie dei 39 e altri movimenti (1939-1949).

## Controversie e critiche
Secondo Pietro Citati, che ha dedicato un saggio a Katherine Mansfield, Gurdjieff "emanava una forza sinistra" e "torturava i suoi discepoli". Tra quei discepoli la Mansfield (già malata di una tubercolosi ritenuta inguaribile) era stata accolta a Fontainebleau, dove incontrò anche la vedova del suo autore prediletto Anton Čechov. Passò all'Istituto lo stadio terminale della malattia che la condusse alla morte, secondo Citati a causa delle privazioni e delle pratiche "sciamaniche" incentrate sul magnetismo animale a cui si sarebbe sottoposta nella comunità di Gurdjieff, su consiglio del maestro. Restò nella comunità, dedicandosi alle danze e alle meditazioni, per circa tre mesi, fino alla morte, in una piccola casa messale a disposizione.
Ben diversa da quella del saggista italiano è la versione dell'anglista Nadia Fusini, che sulla base di documenti autografi, tra cui i diari e le lettere della Mansfield al marito, pubblicate in un Epistolario tradotto anche in italiano, ha pubblicato una biografia accurata della scrittrice (benché inserita in un romanzo che le fa da cornice). A Fontainebleau tra danze, meditazioni, lavoro duro, incontri, la grande scrittrice neozelandese decide dove e come morire e scrive nelle sue ultime pagine di diario ”Al Sole va chi morendo pensa al Sole”. Gurdjieff venne però accusato già all'epoca di essere "l'uomo che uccise Katherine Mansfield". Tuttavia autori come James Moore e il contemporaneo (amico e biografo di Gurdjieff e conoscente della Mansfield) Pëtr Dem'janovič Uspenskij affermarono che Mansfield sarebbe comunque morta molto presto dato lo stadio avanzato e incurabile della tubercolosi, e che Gurdjieff rese invece felici e appaganti i suoi ultimi giorni di vita.
(Katherine Mansfield)
Secondo alcuni, Gurdjieff indossava appositamente una "maschera di apparente fraudolenza" per percorrere la via che i sufi chiamano la via di malamat ossia la "via del biasimo", consistente nello scandalizzare appositamente, come un maestro zen, ad esempio comportandosi anche in maniera incoerente o poco consona. Henri Tracol scrisse che «per esempio, non ha mai esitato a far sorgere dubbi su se stesso con il tipo di linguaggio che usava, con le sue contraddizioni calcolate e col suo comportamento, ad un punto tale che la gente intorno a lui, in particolare chi aveva la tendenza ad idolatrarlo ciecamente, fosse finalmente costretta ad aprire gli occhi sul caos delle sue reazioni».

## Cultura di massa e popolare
Fra i discepoli e gli estimatori più noti, vi sono il regista teatrale inglese Peter Brook - il cui film Incontri con uomini straordinari e la sua autobiografia I fili del tempo riportano ampie testimonianze della sua vicinanza all'insegnamento di Gurdjieff -, la scrittrice Pamela Lyndon Travers, l'autore Louis Pauwels in gioventù, l'architetto Frank Lloyd Wright, il musicista e compositore Laurence Rosenthal, il regista e produttore Jean Claude Lubchanski, il polistrumentista e compositore britannico Robert Fripp (fondatore dei King Crimson), lo scrittore René Daumal, il musicista Keith Jarrett e il cantautore, compositore, pittore e regista Franco Battiato: riferimenti alle tematiche del filosofo e mistico armeno si trovano ad esempio in gran parte della sua produzione musicale, fra cui brani come Shock in My Town, Centro di gravità permanente, Il re del mondo, Voglio vederti danzare, nel titolo del disco L'Egitto prima delle sabbie, oltre che in Inneres Auge e ne Il cavaliere dell'intelletto -  si veda la frase dell'Aria di Federico: "Il nascere e il morire sono i due momenti unicamente reali. Il resto è sogno interrotto da qualche insignificante sprazzo di veglia" - realizzati con la collaborazione del filosofo pessimista "schopenhaueriano" Manlio Sgalambro. Battiato fondò, in riferimento alle teorie musicali-esoteriche di Gurdjieff, la casa editrice L'Ottava assieme a Henri Thomasson, allievo di Gurdjieff e fondatore in Italia della Scuola che fa capo al suo insegnamento. L'Ottava, infatti, è stata la prima casa editrice a pubblicare in lingua italiana i libri del mistico greco-armeno. Thomasson partecipò alla scrittura di alcuni testi per Battiato, come nel disco L'arca di Noè (Clamori e L'esodo), e in seguito La musica è stanca e Chan-Son egocentrique, con lo pseudonimo di Tommaso Tramonti. Anche diversi artisti che hanno collaborato con Battiato sono stati influenzati da Gurdjieff: il collega violinista Giusto Pio, la cantante e musicista Alice (si vedano la detta Chan-Son egocentrique e I treni di Tozeur, con citazioni di concetti gurdjeffiani, e realizzate entrambe con il cantante e compositore siciliano), e la cantautrice Giuni Russo. 
Altri personaggi dell'arte e non che si sono ispirati al mistico armeno sono il pianista e compositore Roberto Cacciapaglia, il compositore Saro Cosentino, il politico e imprenditore Gianroberto Casaleggio, il cantante e compositore inglese David Sylvian. 
La cantautrice britannica Kate Bush parla invece di Gurdjieff nella canzone Them Heavy People (1978). Nel 2017 il duo futurista di musica elettronica Die Zwei inserisce un omaggio nel loro album Eins con la traccia omonima Gurdjieff. La pianista e compositrice Alessandra Celletti ha dedicato a Gurdjieff un album nel 1998 intitolato Hidden Sources e nel 2018 un nuovo album dal titolo Sacred Honey.

## Opere
- Trilogia postuma intitolata Tutto e il Tutto comprendente:
  -  I racconti di Belzebù a suo nipote, 1950.
  -  Incontri con uomini straordinari, 1963.
  -  La vita è reale solo quando io sono, 1978.
- Vedute sul mondo reale, 1973.
- Il nunzio del bene venturo.